# 塔乌岛
塔乌岛是马努阿群岛中最大的岛屿，也是萨摩亚群岛最东端的火山岛。2016年以前，该岛的電力主要來自柴油发电机。此後該島的電力主要來自太陽能。